# Актам (Уйгурський район)
Акта́м (каз. Ақтам) — село у складі Уйгурського району Алматинської області Казахстану. Адміністративний центр та єдиний населений пункт Актамського сільського округу.
Населення — 2023 особи (2021; 1846 у 2009, 1749 у 1999, 1753 у 1989).